# Portada/efemèride juny 5
Eleanor Farjeon
« 4 de juny · 5 de juny · 6 de juny »